# Jean-Baptiste Baillon de Fontenay
Jean-Baptiste Baillon de Fontenay (1702 – Parigi, 8 aprile 1772) è stato un orologiaio francese.
Membro di una stirpe di orologiai, figlio di Jean-Baptiste II (morto nel 1757), noto orologiaio parigino e nipote di Jean-Baptiste I, originario di Rouen. Nel 1727 divenne mastro orologiaio. Il suo negozio si trovava in place Dauphine e in seguito si trasferì in rue Dauphine; la manifattura si trovava invece a Saint-Germain-en-Laye, dove diversi artigiani lavoravano per lui. La manifattura, che dal 1748 al 1757 venne guidata da Jean Jodin, chiuse nel 1765.
Fu orologiaio della regina Maria Leszczyńska, moglie del re di Francia Luigi XV (1710-1774). Baillon, per una somma assai cospicua, acquistò per sé e per i suoi eredi la prestigiosa carica di "Primo Valletto di Camera" unitamente a quella di "Orologiaio Ordinario" (Valet de Chambre-Horloger Ordinaire de la Reine) della delfina Maria Antonietta (1755-1793). Trascorsi venticinque anni, la carica dava diritto alla distinzione nobiliare di un secondo nome; Baillon scelse quello di De Fontenay, che peraltro appare solo sull'orologio esposto al Museo Galileo di Firenze. Ebbe tra i suoi clienti anche membri della famiglia reale spagnola, la Garde-Meuble de la Couronne, nonché membri dell'alta società parigina. 
Morì nel 1772 in condizioni di straordinaria ricchezza. Il figlio, suo omonimo, nato nel 1753 e anche lui orologiaio, gli sopravvisse di un solo anno. Il suo patrimonio di arti decorative venne messo all'asta nel 1772, ciò che rimase fu messo in vendita nel febbraio del 1773.
Orologi da lui creati sono esposti a Parigi presso il Musée des Arts et Métiers e il Museo del Louvre, presso la Reggia di Versailles, a Tolosa presso il Museo Paul-Dupuy, a Bruxelles presso il Museo reale delle belle arti del Belgio, a Firenze presso il Museo Galileo, a Londra presso il Science Museum e il Victoria and Albert Museum e a New York al Metropolitan Museum of Art.